# Phoracantha manifesta
Phoracantha manifesta là một loài bọ cánh cứng trong họ Cerambycidae.